# Mo kommun, Nordland
Mo kommun (norska: Mo kommune) var en kommun (stadskommun, norska: bykommune) i Nordland fylke i norra Norge. Kommunen omfattade staden Mo i Rana som samtidigt utgjorde kommunens centralort.

## Administrativ historik
Rana kommun upprättades den 1 januari 1838 (som Ranen formannskapsdistrikt) när Formannskapslovene från 1837 trädde i kraft. Kommunen hade då en omfattning motsvarande de nuvarande kommunerna Rana och Hemnes samt en del av Vefsns kommun. 1839 delades kommunen i Nord-Rana respektive Sør-Rana kommuner som 1844 bytte namn till Mo respektive Hemnes kommuner.
Den 1 januari 1923 delades Mo kommun och området närmast kring orten Mo i Rana bildade en stadskommun med namnet Mo medan den omkringliggande delen av kommunen återtog namnet Nord-Rana. Stadskommunen Mo hade vid delningen 1 305 invånare.
Den 1 januari 1964 gick Mo kommun upp i Rana kommun. Kommunens hade då 9 616 invånare.

## Kommunvapen
Blasonering: Venstre skrådelt av grønt og gull.
(Ginstyckad i grön och guld.)
Kommunvapnet godkändes genom kunglig resolution den 16 juni 1961. Efter att Mo gått upp i Rana kommun 1964 godkändes samma kommunvapen för den nya storkommunen genom kunglig resolution den 5 mars 1965. Färgerna och den ginstyckade skölden står för skogen ovanför marken och mineralerna under den. Staden ligger vid den norra änden av det norska granskogsområdet och gruvdriften, särskilt baserad på järnmalm, har varit omfattande.